# Audley Dean Nicols
Audley Dean Nicols (Pittsburgh, 1875-El Paso, 1941) fue un pintor estadounidense.

## Biografía
Su padre, Parshall D. Nicols, se dedicaba a la industria del hierro, su madre Elizabeth Agnes McLaughlin, era profesora de arte y su hermano, Lowell W. Nicols, era crítico de arte y químico e investigaba vidrio óptico.
Nicols recibió sus primeras lecciones de su madre y más tarde estudió arte en Nueva York con Harry Siddons Mowbray, Edwin Blashfield, Kenyon Cox y en el Museo Metropolitano de Arte y la Liga de estudiantes de arte de Nueva York. Más tarde, siguió formándose en Europa y a su vuelta trabajó como ilustrador en varias revistas y abrió un taller en Sewickley (Pensilvania).
Visitó por primera vez Texas alrededor de 1919 y se estableció definitivamente en El Paso en 1922 aquejado de tuberculosis extrapulmonar.
Vivió en una casa frente la Sierra de los Mansos y solía salir a dibujar paisajes en plena naturaleza.
Se casó con Mary Nicols y tuvieron un hijo, Audley Dean y una hija, Mary Beth.

## Galería

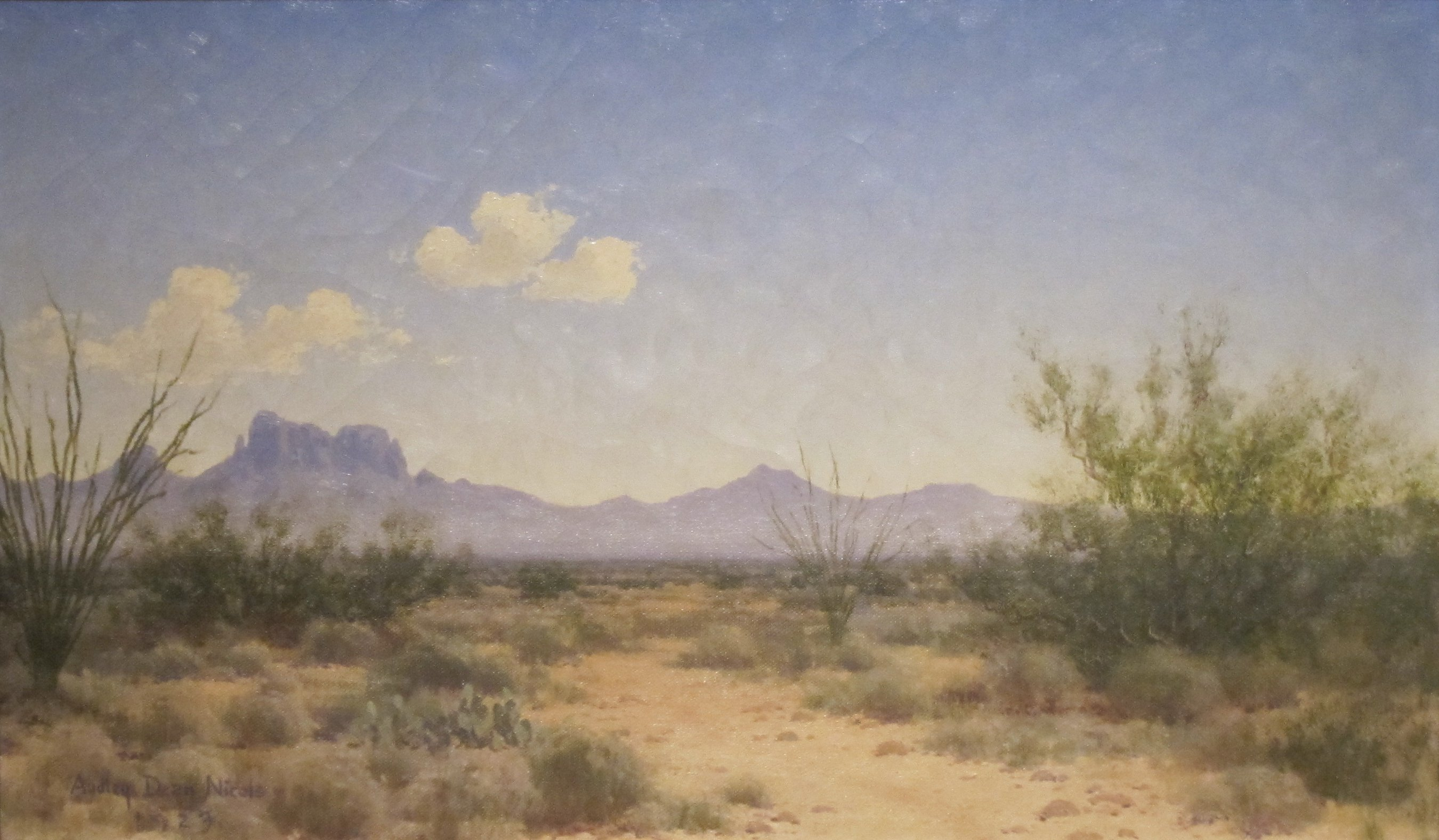
Sunland landscape (1923), El Paso Museum of Art
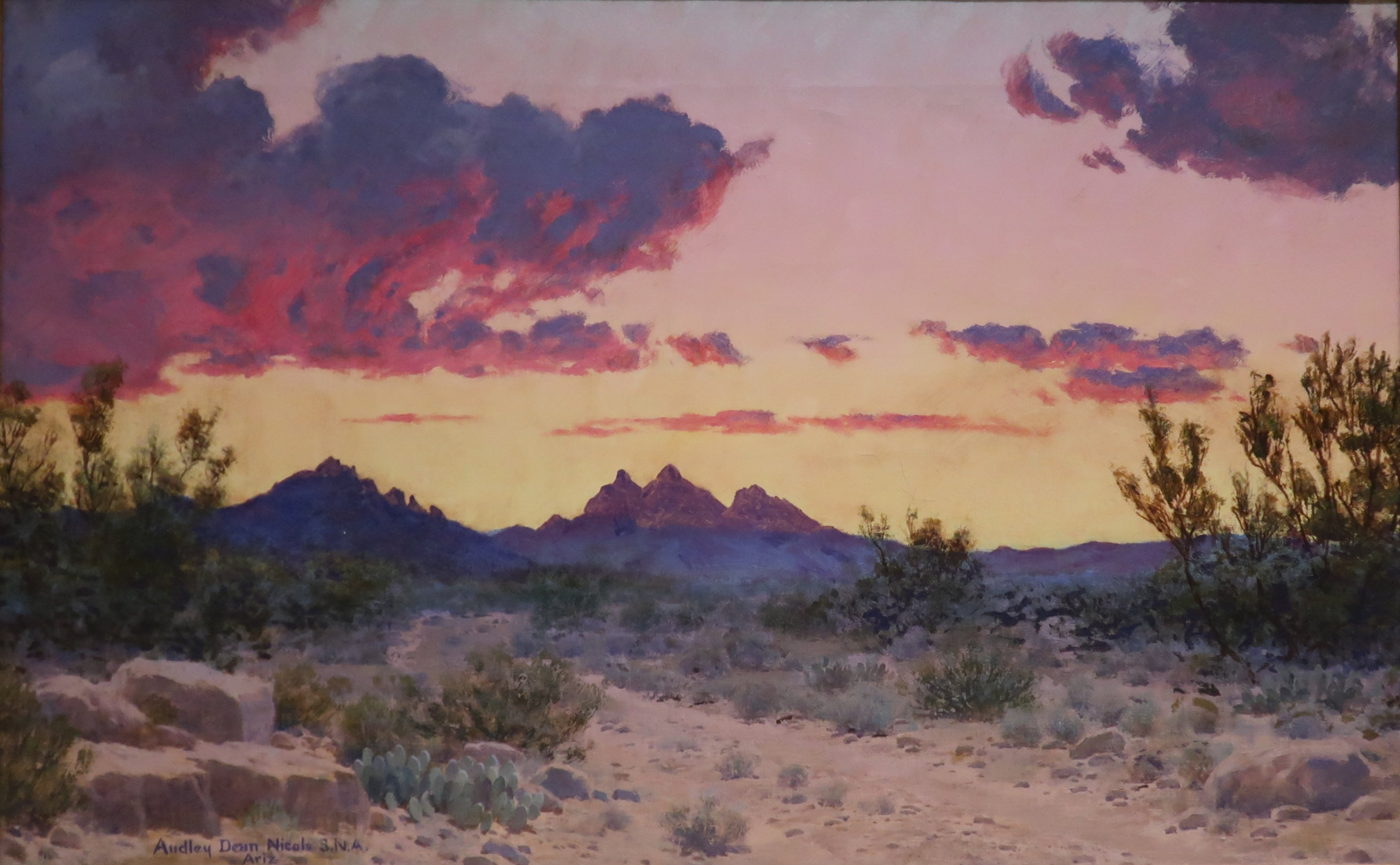
Arizona landscape (1920s), Phoenix Art Museum
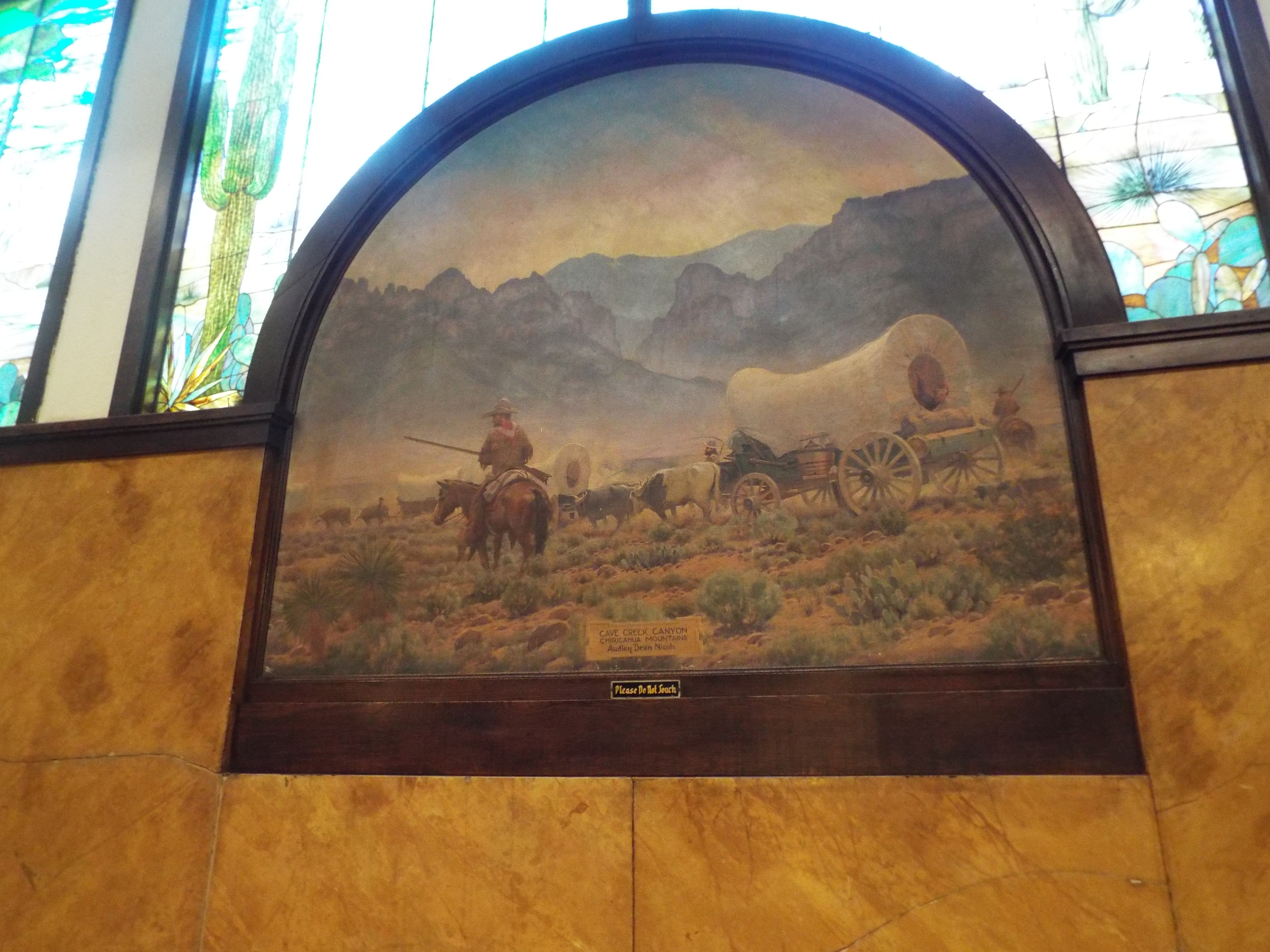
Cave creek canyon (1907), Gadsden Hotel, Douglas, Arizona